# قانون أورستد
في الكهرومغناطيسية٬ قانون أورستد هو قانون يصف توليد التيار الكهربائي لمجال مغناطيسي محيط به، سمي على اسم العالم الدنماركي هانز أورستد الذي اكتشف هذا التأثير في 21 نيسان 1820 م، عندما لاحظ أن إبرة البوصلة تنحرف عند اقترابها من سلك يحمل تيارًا كهربائيًا باتجاه عامودي على السلك، تمكّن أورستد بهذا من إيجاد أول علاقة تربط بين الكهربائية والمغناطيسية، ليتبعها اكتشاف العلاقة الثانية المعروفة قانون فاراداي، يمثل هذان القانونان جزءًا مهمًا من النظرية الكهرومغناطيسية ومعادلات ماكسويل.

## استنتاجات اورستد
تمثلت ملاحظات اورستد لسلك مستقيم يحمل تيار مستمر بالنقاط التالية:
- خطوط المجال المغناطيسي تحيط بالسلك بشكل دوائر متحدة المركز.
- تقع خطوط المجال المغناطيسي بمستوي عمودي على السلك.
- إذا انعكس اتجاه التيار المار في السلك، سينعكس اتجاه خطوط المجال المغناطيسي.
- شدة المجال المغناطيسي المحيط بالسلك يتناسب طرديًا مع مقدار التيار المار في السلك.
- شدة المجال المغناطيسي عند أية نقطة يتناسب عكسيًا مع المسافة بين النقطة والسلك.

## تحديد اتجاه المجال المغناطيسي
يتم تمثيل اتجاه المجال المغناطيسي عند أية نقطة بشكل أسهم يشير رأس السهم إلى الاتجاه الذي سيشير إليه القطب الشمالي من إبرة البوصلة بعد الانحراف، ويمكن إيجاد اتجاه المجال المغناطيسي بسهولة باستعمال قاعدة اليد اليمنى، عند مسك السلك باليد اليمنى وجعل الإبهام يشير إلى اتجاه التيار المار في السلك (اتجاه تدفق الشحنات الموجبة)، لفة أصابع الكف ستمثل اتجاه خطوط المجال المغناطيسي.

## صيغة قانون اورستد
حالياً يتم تمثيل قانون اورستد بالصيغة التالية:
التكامل الخطي لمجال مغناطيسي شدته ({\displaystyle \mathbf {B} (\mathbf {x} )\,}) حول المسار المغلق ({\displaystyle C\,}) يتناسب طردياً مع مقدار التيار الكلي ({\displaystyle I\,}) المار خلال السطح المحصور بالمسار المغلق.
{\displaystyle \oint _{C}\mathbf {B} \cdot \mathrm {d} {\boldsymbol {\ell }}=\mu _{0}I\,}
حيث أن: {\textstyle \mu _{0}\,=4\pi \times 10^{-7}\ {\tfrac {V.s}{A.m}}} هو النفاذية المغناطيسية للفراغ، إتجاه التكامل حول المسار ({\displaystyle C\,}) يرتبط بإتجاه التيار المار حسب قاعدة اليد اليمنى.
يمكن التعبير عن القانون بدلالة كافة التيار ({\displaystyle \mathbf {J} (\mathbf {x} )\,}) المار خلال السطح ({\displaystyle C\,}). بدلاً من استخدام التيار بالشكل التالي:
{\displaystyle \oint _{C}\mathbf {B} \cdot \mathrm {d} {\boldsymbol {\ell }}=\mu _{0}\iint _{S}\mathbf {J} \cdot \mathrm {d} \mathbf {S} \,}
حيث أن: ({\displaystyle S}) هو أي سطح محاط بالمسار ({\displaystyle C\,}).

## تصحيح ماكسويل
يصح قانون أورستد عند التيارات المستمرة (DC) فقط التي تبقى ثابتة الشدة والاتجاه مع الزمن، أي انه صالح لدوائر التيار المستمر التي لا تحتوي على متسعات أو محثات، كما يمكن رؤية فشل تطبيق القانون على التيارات المتغيرة مع الزمن كالتيارات المتناوبة (AC) أو الدوائر التي تحتوي على بطارية تشحن متسعة من خلال مقاومة، يمكن التحقق عمليًا من أن التيار في هذه الدائرة يولد مجالًا مغناطيسيًا، ولكن أي منحنٍ مغلق سيحيط بالموَصل سيحيط أيضًا بالسطح العازل بين لوحي المتسعة وهي منطقة لا يسري فيها تيار مما يولد مجالاً مغناطيسيًا صفريًا.
تم تعديل قانون أورستد من قبل العالم ماكسويل لجعله يشمل التيارات المتغيرة مع الزمن عن طريق إضافة حد «تيار الإزاحة» إلى المعادلة سميت المعادلة الجديدة بقانون أمبير-ماكسويل وتعطى بالصيغة التالية:
{\displaystyle \oint _{C}\mathbf {B} \cdot \mathrm {d} {\boldsymbol {l}}=\iint _{S}\left(\mu _{0}\mathbf {J} +\mu _{0}\varepsilon _{0}{\frac {\partial \mathbf {E} }{\partial t}}\right)\cdot \mathrm {d} \mathbf {S} }

## معرض الصور

المجال المغناطيسي (الأسهم الحمراء) المتولد حول سلك يحمل تيار مستمر (السهم الازرق).
- تجربة اورستد وانحراف إبرة البوصلة قرب السلك الحامل للتيار.[6]
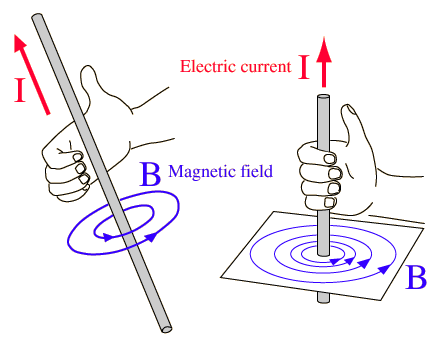
إيجاد إتجاه المجال المغناطيسي المتولد حول سلك بإستعمال قاعدة اليد اليمنى.

## اقرأ ايضاً
- كهرباء
- كهرومغناطيسية
- مغناطيسية
- تيار الإزاحة
- شدة المجال المغناطيسي
- معادلات ماكسويل